# Sant Jaume el Major (Apostolat d'Almadrones)
Sant Jaume el Major és una obra d'El Greco amb col·laboració del seu taller, realitzada entre 1608 i 1614. Es conserva al Museo del Prado, a Madrid.
Aquesta obra formava forma part d'un apostolat provinent de l'església d'Almadrones, a Guadalajara. Al Museo del Prado es conserven tres llenços més d'aquest mateix apostolat: Salvator Mundi, Sant Pau i Sant Tomàs, que revelen com El Greco i el seu taller van optar per repetir el model dels apostolats de la Catedral de Toledo i del Museu del Greco, optant així per elaborar els seus propis models d'apostolats, en lloc d'inspirar-se en els gravats que en aquella època circulaven arreu d'Europa.